# Falx cerebri
Falx cerebri, srpolika mozgovna pregrada je duplikatura dure mater (vanjske moždane ovojnice) koja se sa svoda lubanje spušta okomito u središnjoj ravnini između moždanih polutki.
Gornji rub je konveksan i povezan je s lubanjom u središnjoj liniji. Niti gornjeg ruba se razdvajaju i hvataju za rubove lat. sulcus sagittalis superior i tako oblikuju gornji sagitalni sinus (lat. sinus sagitalis superior), dok je donji rub konkavan i slobodan, te sadrži donji sagitalni sinus (lat. sinus sagitalis inferior) 

## Dodatne slike
- Čeona kost, unutarnja površina.
- Mozgovne ovojnice i krvne žile u njima.
- Sagitalni presijek lubanje, prikaz venskih sinusa dure.
- Dura mater čovjeka.